# Rome (álbum)
Rome é um álbum idealizado e realizado pelo produtor norte-americano Danger Mouse e o compositor italiano Daniele Luppi. Levou cinco anos para ser feito e é uma homenagem à música dos  westerns spaghetti, além de uma recriação desse estilo de trilhas sonoras.
O álbum foi gravado com equipamentos analógicos da época e o auxílio de músicos presentes nas gravações originais de trilhas sonoras como as de Ennio Morricone, principal referência quando se trata desse tipo de música. Também foi reunido o coral Cantori Moderni, juntado por Alessandro Alessandroni presente em trilhas como a de  Três Homens em Conflito, composta por Morricone e dirigida por Sergio Leone, os dois ícones por detrás das câmeras responsáveis pela criação e consoidação dos western spaghetthi.
Participações no álbum incluem vocais de Jack White nas faixas "The Rose with the Broken Neck" e "Two Against the World", além de Norah Jones, que empresta voz às canções "Season's Trees", "Black" e "Problem Queen".

## Faixas
1. "Theme of "Rome"" – 2:21
2. "The Rose with a Broken Neck" – 3:23
3. "Morning Fog" (interlude) – 0:39
4. "Season's Trees" – 3:12
5. "Her Hollow Ways" (interlude) – 0:57
6. "Roman Blue" – 3:13
7. "Two Against One" – 2:21
8. "The Gambling Priest" – 2:03
9. "The World" (interlude) – 1:02
10. "Black" – 3:32
11. "The Matador Has Fallen" – 1:47
12. "Morning Fog" – 2:06
13. "Problem Queen" – 2:37
14. "Her Hollow Ways" – 2:30
15. "The World" – 3:29

## Desempenho nas paradas musicais
| Parada musical (2011)                               | Posição |
| --------------------------------------------------- | ------- |
| Estados Unidos - Top Digital Albums                 | 3       |
| Estados Unidos - Top Modern Rock/Alternative Albums | 5       |
| Estados Unidos - Top Rock Albums                    | 5       |
| Estados Unidos - Billboard 200                      | 11      |
| Canadá - Top Canadian Albums                        | 15      |

## Créditos
Músicos
- Gegè Munari - Bateria e percussão
- Dario Rosciglione - Baixos
- Luciano Ciccaglioni - Guitarras e violões
- Antonello Vannucchi - Celesta, harpsichord, órgão e piano
- Roberto Podio - Percussão
- Gilda Buttà - Celesta e harpsichord
- Cantori Moderni - Coral
- Jack White - Vocais (em "The Rose with the Broken Neck", "Two Against One" e "The World")
- Norah Jones - Vocais (Season's Trees", "Black" e "Problem Queen")

Gravação e arranjos
- Danger Mouse - Produção, arranjos, mixagem
- Daniele Luppi - Produção, arranjos, mixagem, orquestra e regente do coral
- Fabio Patrignani - Engenharia de som, mixagem